# Barrios de Ventanas
Los barrios de Ventanas son la división política, y en ocasiones administrativa, más pequeña de la ciudad de Ventanas.
Las parroquias urbanas que conforman esta división no oficial, suelen subdividirse en barrios.
La ciudad de Ventanas está dividida por sectores. Nuevas construcciones, ciudadelas, lotizaciones, cooperativas de vivienda, han dado origen a numerosas calles que forman parte de la ciudad.
Se denomina barrio o cooperativa de vivienda a cada una de las zonas deprimidas de las ciudades, caracterizadas por la construcción de viviendas precarias y la carencia parcial o total de servicios básicos.
Por el contrario, a las zonas residenciales que van desde clase media-baja hasta la clase alta, se les denomina ciudadela.

## Centro (zona categorizada como comercial)
Se halla en la zona céntrica de la ciudad, donde se localizan las tiendas, centros comerciales, multicomercios, bancos, etc., que constituye un punto de atracción al cual acuden compradores y consumidores para aprovisionarse.

## Sur

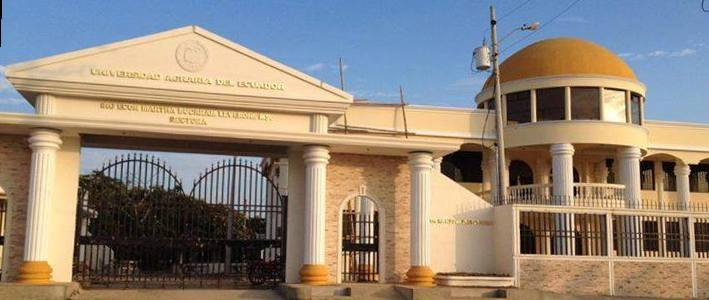
Fachada de la Universidad Agraria del Ecuador junto a la ciudadela América Campuzano, en el sur de Ventanas

### Zona residencial

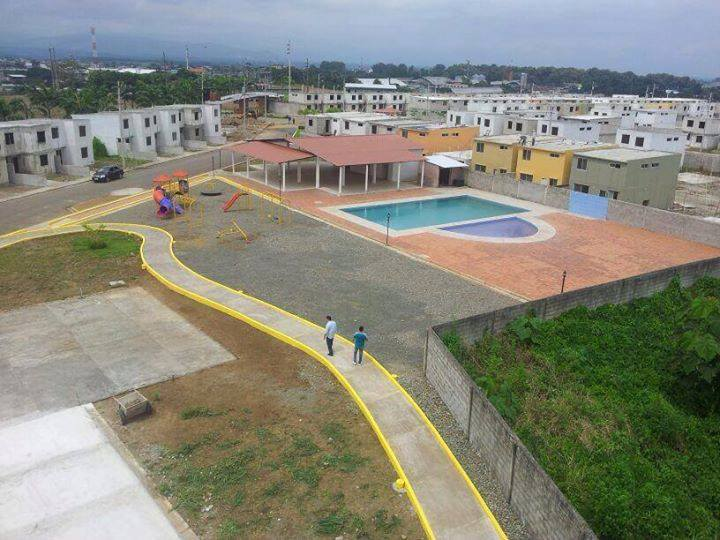
Urbanización Loma Grande en el norte de Ventanas

Esta área se ha destinado casi exclusivamente a viviendas.
- Ciudadela San Vicente: Conocida también como "Las Malvinas", aquí se encuentran el Hospital Jaime Roldós Aguilera, la iglesia San Martín de Porres. Sus calles importantes son 6 de Octubre, Ricardo Astudillo, Pacífico Gordillo, 10 de Noviembre, Héctor Cabrera, Sucre y Jimmy Izquierdo.
- Ciudadela La Gloria : Comprende el cuadrado formado por las calles Esmeraldas, Seminario, Luis Portaluppi y Sucre. Cuenta con una cancha sintética y una de usos múltiples. Una de sus calles principales es la Jimmy Izquierdo.
- Ciudadela El Prado: Se encuentra en el suroeste de la ciudad y se divide en dos etapas.
- Ciudadela Nueva Ventanas: Se encuentra entrando por la calle Luis Portaluppi, al suroeste de la ciudad.
- Ciudadela Bellavista: Se ubica detrás de la ciudadela Nuevo Ventanas, en el suroeste y la conforman dos etapas.

### Zona urbano marginal
Esta área se ha conformado  exclusivamente a asentamientos irregulares, en el límite sur de la ciudad. 
- Cooperativa de vivienda Nueva Esperanza: Este barrio marginal se ubica en el suroeste,  frente a la calle Raquel Cotto.
- Lotización La Primavera: Se encuentra en el suroeste de la ciudad. Cuenta con una cancha de usos múltiples.
- Lotización Divino Niño: Se encuentra junto a la unidad educativa Ana Rosa Valdiviezo de Landivar.
- Ciudadela América Campuzano: Se ubica junto a la Universidad Agraria del Ecuador. Su principal vía es la calle Q.
- Cooperativa de vivienda Manuel Vera 2: Se localiza bajando la loma de la ciudadela América Campuzano,en la vía a Polvareda y junto a las lagunas de oxidación. Es una asentamiento de clase baja.
- Cooperativa de vivienda Un Solo Toque: Se ubica entrando por la calle Q, en el sureste de la ciudad.
- Cooperativa de vivienda Nuevo Asentamiento : Se ubica entrando por la ciudadela San Vicente, calle Humberto Sotomayor, en el sureste de la ciudad.
- Cooperativa de vivienda Carlos Carriél: Se ubica detrás de la cooperativa Nuevo Asentamiento. Es un asentamientos ilegal  en precarias condiciones.

## Norte
En esta zona la densidad poblacional es alta y tiene mayores probabilidades de crecimiento a futuro.

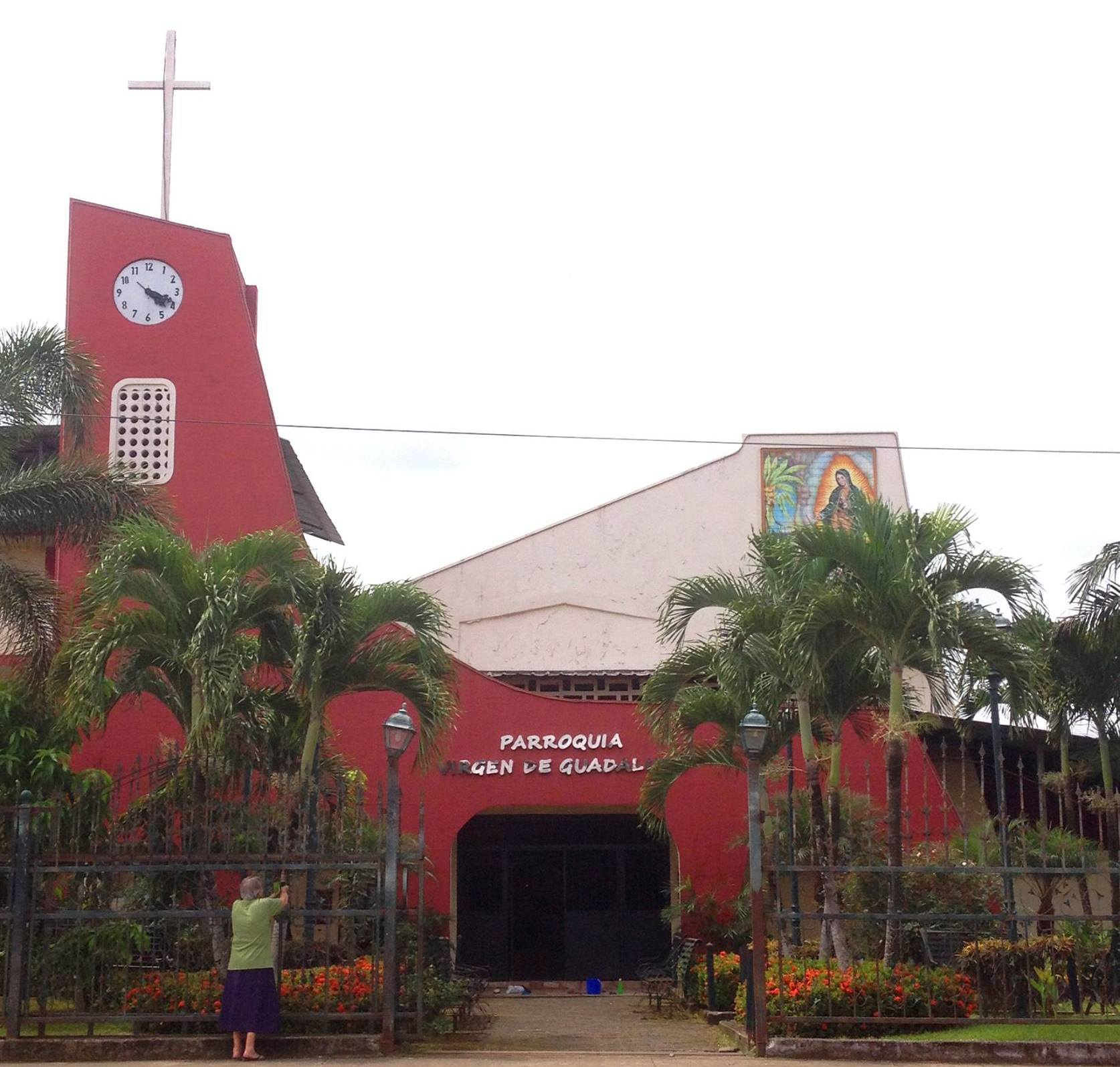
Iglesia Nuestra Señora de Guadalupe ubicada en la ciudadela 10 de Noviembre

### Zona residencial sub-urbana
Esta se ha destacado casi exclusivamente a viviendas, pero asentadas antes del acceso al centro de la urbe, en la zona noreste de la ciudad, es decir la parroquia 10 de Noviembre
y debido a la falta de atención de las autoridades municipales no cuenta con todos los servicios básicos. 
- Ciudadela Las Palmeras; Fue la primera urbanización de Ventanas, creada para gente de clase media. Se haya dividida en cuatro etapas.

- Ciudadela Los Choferes; Está ubicada junto a la carretera E25, en el tramo Ventanas-Quevedo, frente a la Comandancia de Policía.[2]

- Ciudadela 24 de Mayo; Está ubicada junto a la carretera E25, en el tramo Ventanas-Quevedo.[3]

- Ciudadela 10 de Noviembre; Es una de las más representativas de Ventanas, llamada así por la fecha en que fue creado el cantón Ventanas. Aquí se encuentran la Iglesia de Nuestra Señora de Guadalupe, el centro de salud 10 de Noviembre, la unidad educativa Manuel Córdova Galarza. Sus principales calles son María Isabel Puga, Enrique Ponce Luque, Arturo Carrión Serrano, Juan León Mera, entre otras.[4]

- Ciudadela El Mirador; Se encuentra junto a las ciudadelas Los Choferes y 10 de Noviembre.

- Ciudadela 20 de Noviembre; Se ubica entre las ciudadelas 24 de Mayo y 10 de Noviembre. Asentada sobre un pantano.

- Cooperativa de vivienda Manuel Vera; Se ubica detrás de la cdla. 24 de Mayo, establecida encima de un pantano conocido como "La Poza".

- Cooperativa de vivienda La Paz de Dios; Se encuentra, junto a la poza.

- Cooperativa de vivienda Jaime Roldós Aguilera; Se encuentra entre La Paz de Dios y Juan Montesdeoca. Su calle principal es la Vicente Chang.

- Cooperativa de vivienda Juan Montesdeoca; Se encuentra en el extremo noreste. Cuenta con una cancha sintética.

- Lotización El Rosado; Se encuentra al este de la ciudadela 10 de Noviembre.

### Zona Industrial
Ubicada al margen de la vía estatal E25 y caracterizada por la presencia de agroindustrias, estaciones de servicio de hidrocarburantes, entre otros. 

### Zona residencial
Esta área se ha destinado exclusivamente a viviendas de clase media, en el sector noroeste de la ciudad, con déficit de servicios básicos.
- Lotización La Quinta; Se ubica entrando por el km. 1½ de la carretera E25, en el tramo Ventanas-Babahoyo.

- Ciudadela Los Girasoles; Se encuentra ubicada junto a la carretera E25, en el tramo Ventanas-Babahoyo.[5]

- Lotización Naomi Rubio; Se encuentra detrás de la ciudadela Los Girasoles.

- Urbanización Loma Grande; Se encuentra entrando por la vía a Babahoyo, detrás de la ciudadela Los Girasoles. Es la primera y única urbanización privada de la ciudad, ubicada en una loma, de ahí su nombre.[6]

- Ciudadela Ventanas Tenis Club; Se ubica detrás de la ciudadela 5 de Agosto.

- Ciudadela 5 de Agosto; Se ubica entrando por la carretera E25, en el tramo Ventanas-Quevedo.

- Lotización Brisas de Ventanas; Se encuentra junto al coliseo Ciudad de Ventanas y el UPC Norte.

- Ciudadela San Jacinto; Se ubica entrando por la calle Alfonso Borja, a la altura de la carretera E25, en el tramo Ventanas- Quevedo.

- Ciudadela Bélgica Chamorro; Se ubica junto a la ciudadela San Jacinto.